# باشگاه فوتبال اینفونت
باشگاه فوتبال اینفونت (به استونیایی: Paide Linnameeskond) باشگاهی در شهر تالین، استونی است.
این باشگاه در سال ۲۰۰۲ میلادی تأسیس شده است.